# Đavolji učenik
Đavolji učenik je epizoda serijala YU Blek obјavljena u Lunov magnus stripu #1011. Objavljena je 7. februara 2023. Koštala je 270 dinara (2,3 €, 2,5 $). Epizoda je imala 62 strane, formata B5. Izdavač јe bio Golkonda. Tiraž sveske bio je 3.000 primeraka. Posle glavne epizode objavljen je drugi deo epizode "Šumska kraljica" (str. 63-98).

## Premijera ove epizode
Ova epizoda je premijerno objavljena u bivšoj Jugoslaviji 1990. godine u ediciji Almanah #5.

## Prethodna i naredna epizoda Lunov magnus stripa
Prethodna epizoda LMS-a bila je sveska Natana Nevera pod nazivom Specijalni agent Alfe (#1010), a naredna Julije pod nazivom Obeleženi za smrt (#1012).